# ريتشارد روبنسون
ريتشارد روبنسون (5 مايو 1950 في المملكة المتحدة - 20 مارس 2002) (بالإنجليزية: Richard Robinson)‏ هو لاعب كريكت بريطاني. لعب مع Suffolk County Cricket Club ‏.

## وصلات خارجية
- ريتشارد روبنسون على موقع إي آس بي آن كريك إنفو (الإنجليزية)